# Diócesis de Fargo
La diócesis de Fargo (en latín: Dioecesis Fargensis y en inglés: Roman Catholic Diocese of Fargo) es una circunscripción eclesiástica de la Iglesia católica en Estados Unidos. Se trata de una diócesis latina, sufragánea de la arquidiócesis de Saint Paul y Mineápolis. Desde el 8 de abril de 2013 su obispo es John Thomas Folda.

## Territorio y organización

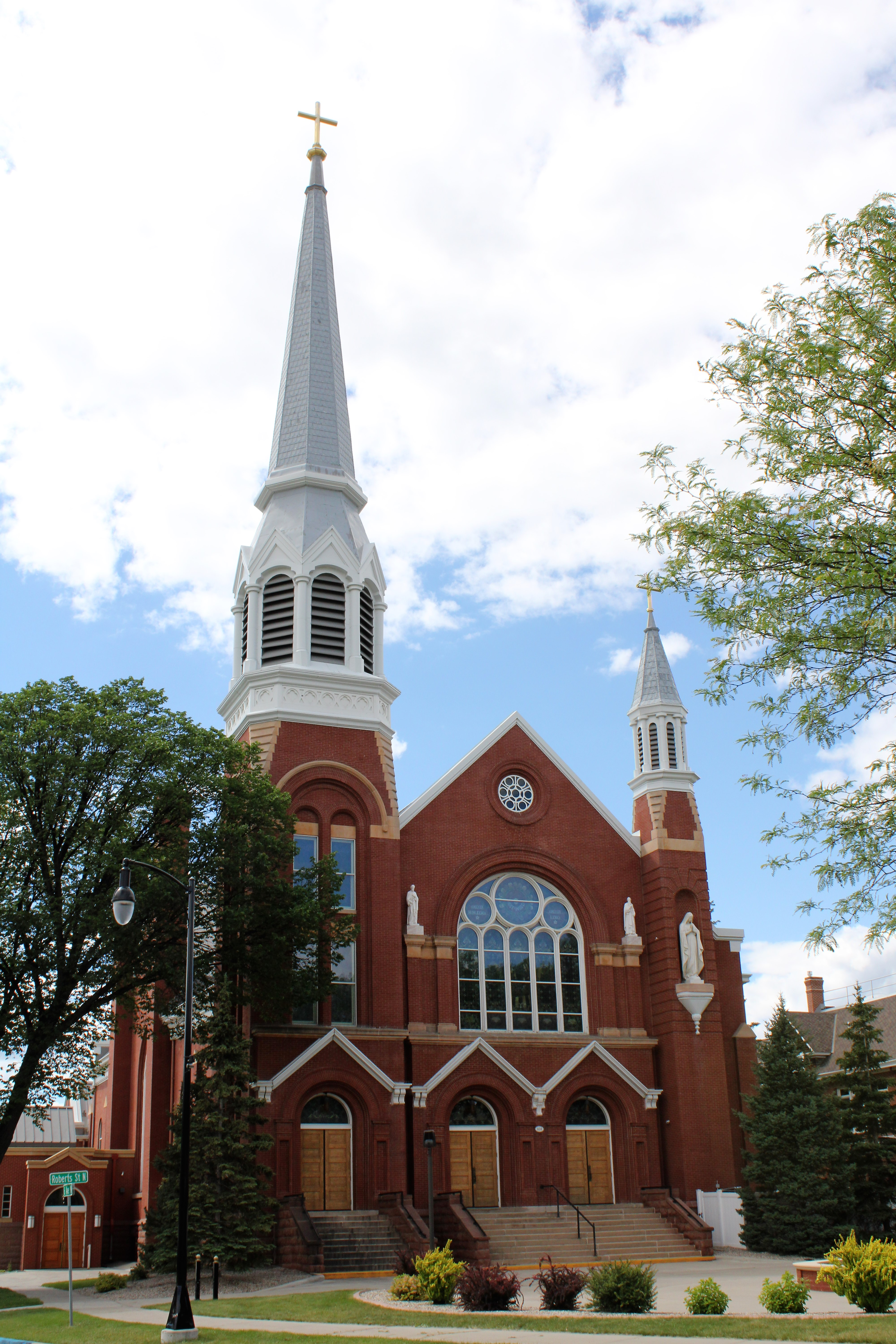
La Catedral de Santa María en Fargo, Dakota del Norte.

La diócesis tiene 91 030 km² y extiende su jurisdicción sobre los fieles católicos de rito latino residentes en 30 condados del estado de Dakota del Norte: Cass, Richland, Sargent, Ransom, Dickey, LaMoure, Barnes, McIntosh, Logan, Kidder, Stutsman, Sheridan, Wells, Foster, Griggs, Steele, Traill, Grand Forks, Nelson, Eddy, Benson, Pierce, Rolette, Towner, Ramsey, McHenry, Bottineau, Cavalier, Walsh y Pembina.
La sede de la diócesis se encuentra en la ciudad de Fargo, en donde se halla la Catedral de Santa María.
En 2021 en la diócesis existían 129 parroquias.

## Historia
La diócesis de Jamestown fue erigida por el papa León XIII el 12 de noviembre de 1889 con el breve Quae catholico nomini, obteniendo el territorio del vicariato apostólico de Dakota, a la vez erigida como diócesis con el nombre de diócesis de Sioux Falls. Originalmente, la diócesis incluía todo el estado de Dakota del Norte.
El 6 de abril de 1897, en virtud del breve Quum ex apostolico munere del papa León XIII, la sede episcopal fue trasladada de Jamestown a Fargo, y la diócesis asumió su nombre actual.
El 31 de diciembre de 1909 cedió una parte de su territorio para la erección de la diócesis de Bismarck.
En 1995 Jamestown se convirtió en diócesis titular de la Iglesia católica.
El 13 de enero de 2018, en virtud del decreto Quo aptius de la Congregación para los Obispos, cedió la parroquia de Lansford a la diócesis de Bismarck.

## Estadísticas
Según el Anuario Pontificio 2022 la diócesis tenía a fines de 2021 un total de 69 658 fieles bautizados.
| Año                                                                             | Población            | Población | Población      | Sacerdotes | Sacerdotes    | Sacerdotes    | Bautizados por sacerdote | Diáconos permanentes | Religiosos | Religiosos | Parroquias |
| Año                                                                             | Bautizados católicos | Total     | % de católicos | Total      | Clero secular | Clero regular | Bautizados por sacerdote | Diáconos permanentes | Varones    | Mujeres    | Parroquias |
| ------------------------------------------------------------------------------- | -------------------- | --------- | -------------- | ---------- | ------------- | ------------- | ------------------------ | -------------------- | ---------- | ---------- | ---------- |
| 1950                                                                            | 75 734               | 408 873   | 18.5           | 167        | 145           | 22            | 453                      |                      | 4          | 368        | 185        |
| 1966                                                                            | 100 168              | 386 748   | 25.9           | 192        | 167           | 25            | 521                      |                      |            | 480        | 182        |
| 1970                                                                            | 103 345              | 386 748   | 26.7           | 161        | 140           | 21            | 641                      |                      | 26         | 568        | 118        |
| 1976                                                                            | 97 727               | 372 983   | 26.2           | 154        | 124           | 30            | 634                      |                      | 39         | 430        | 119        |
| 1980                                                                            | 101 111              | 387 000   | 26.1           | 146        | 120           | 26            | 692                      | 11                   | 31         | 345        | 116        |
| 1990                                                                            | 101 823              | 398 520   | 25.6           | 128        | 104           | 24            | 795                      | 31                   | 26         | 262        | 117        |
| 1999                                                                            | 98 915               | 391 000   | 25.3           | 162        | 153           | 9             | 610                      | 32                   | 8          | 153        | 159        |
| 2000                                                                            | 98 915               | 391 000   | 25.3           | 122        | 112           | 10            | 810                      | 32                   | 27         | 196        | 159        |
| 2001                                                                            | 98 960               | 391 000   | 25.3           | 120        | 110           | 10            | 824                      | 32                   | 22         | 153        | 159        |
| 2002                                                                            | 99 868               | 391 000   | 25.5           | 137        | 128           | 9             | 728                      | 26                   | 13         | 206        | 156        |
| 2003                                                                            | 87 730               | 374 969   | 23.4           | 131        | 122           | 9             | 669                      | 31                   | 9          | 213        | 158        |
| 2004                                                                            | 84 190               | 374 256   | 22.5           | 135        | 128           | 7             | 623                      | 40                   | 7          | 203        | 158        |
| 2006                                                                            | 82 891               | 379 821   | 21.8           | 127        | 118           | 9             | 652                      | 42                   | 10         | 160        | 138        |
| 2013                                                                            | 73 657               | 402 000   | 18.3           | 116        | 107           | 9             | 634                      | 41                   | 9          | 114        | 132        |
| 2016                                                                            | 71 548               | 412 669   | 17.3           | 119        | 111           | 8             | 601                      | 46                   | 8          | 85         | 131        |
| 2019                                                                            | 73 434               | 421 288   | 17.4           | 113        | 106           | 7             | 649                      | 42                   | 7          | 76         | 131        |
| 2021                                                                            | 69 658               | 421 135   | 16.5           | 107        | 100           | 7             | 651                      | 52                   | 7          | 68         | 129        |
| Fuente: Catholic-Hierarchy, que a su vez toma los datos del Anuario Pontificio. |                      |           |                |            |               |               |                          |                      |            |            |            |

## Episcopologio
- John Shanley † (15 de noviembre de 1889-16 de julio de 1909 falleció)
- James O'Reilly † (24 de junio de 1909-19 de diciembre de 1934 falleció)
- Aloysius Joseph Muench † (10 de agosto de 1935-9 de diciembre de 1959 renunció[nota 1])
- Leo Ferdinand Dworschak † (23 de febrero de 1960-8 de septiembre de 1970 renunció[nota 2])
- Justin Albert Driscoll † (8 de septiembre de 1970-19 de noviembre de 1984 falleció)
- James Stephen Sullivan † (29 de marzo de 1985-18 de marzo de 2002 renunció)
- Samuel Joseph Aquila (18 de marzo de 2002 por sucesión-29 de mayo de 2012 nombrado arzobispo de Denver)
  - David Dennis Kagan (18 de julio de 2012-8 de abril de 2013) (administrador apostólico)
- John Thomas Folda, desde el 8 de abril de 2013